# ГЕС Нуова-Б'яскіна
ГЕС Нуова-Б'яскіна — гідроелектростанція на південному сході Швейцарії, остання в каскаді, створеному у верхній течії річки Тічино (ліва притока По).
Ресурс для роботи станції надходить із нижнього балансуючого резервуару ГЕС Піоттіно, який має об‘єм 60 тис. м3. Він подається через дериваційний тунель довжиною 11,5 км, при цьому створюється напір у 304 метри. На своєму шляху через гірський масив правобережжя тунель також приймає додатковий ресурс із струмків Ticinetto, Osadigo, Fouda, Cramosina, Nadro та Marcri. Він закінчується у сховищі Val d'Ambra об'ємом 400 тис. м3, яке створене на струмку Амбра на горі над долиною Тічино. Звідси до машинного залу прямує напірний водовід довжиною біля 0,5 км.
Машинний зал станції обладнано трьома турбінами типу Френсіс потужністю по 45 МВт, які забезпечують виробництво 380 млн кВт·год електроенергії на рік. В 2016 році на ГЕС Nuova Biaschina розпочали роботи по заміні всіх трьох турбін, що зокрема дозволить збільшити потужність станції на 9 %.